# إد هيرفي
إد هيرفي (بالإنجليزية: Ed Hervey)‏ هو لاعب كرة قدم أمريكية ولاعب كرة قدم كندية أمريكي، ولد في 4 مايو 1973 في هيوستن في الولايات المتحدة.